# Ilan Pappé
Ilan Pappé (en hebreo: אילן פפה) (Haifa, Israel, 7 de noviembre de 1954) es un profesor de historia en la Universidad de Exeter, Reino Unido, codirector del Centro Exeter de Estudios Etno-Políticos y activista político. Anteriormente fue profesor de ciencias políticas en la Universidad de Haifa (1984-2007) y director del Instituto Emil Touma de Estudios Palestinos de Haifa (2000-2008). Pappé es autor de libros como La limpieza étnica de Palestina (2006), El Oriente Medio moderno (2005), Una historia de la Palestina moderna: una tierra, dos pueblos (2003) y Gran Bretaña y el conflicto árabe-israelí (1988). Fue también uno de los fundadores de la coalición Hadash.
Ilan Pappé es uno de los denominados «Nuevos Historiadores» israelíes quienes, a partir de la desclasificación de documentos en la década de 1980 por parte de los gobiernos del Reino Unido, Estados Unidos e Israel, han tratado de revisar la historia moderna del Estado de Israel, criticando el sionismo desde puntos de vista muy controvertidos para gran parte de la sociedad israelí. En particular, Pappé defiende en sus escritos que la salida de 700.000 palestinos del antiguo mandato británico durante la primera guerra árabe-israelí fue llevada a cabo de forma intencionada por el Yishuv y más tarde por el ejército israelí, siguiendo un plan elaborado por los futuros líderes israelíes antes de la guerra, en 1947, el llamado Plan Dalet o Plan D. En distintas declaraciones se ha mostrado radicalmente en contra de la creación del Estado de Israel, culpándole de la falta de paz en Oriente Medio, argumentando que el sionismo es más peligroso que la militancia islámica y llamando en ocasiones a un boicot académico contra las universidades israelíes.
Pappé es un firme defensor de la creación de un único Estado secular en la región histórica de Palestina en el que convivan tanto árabes como judíos.
Su trabajo ha sido tanto apoyado como criticado por otros historiadores, generando importantes controversias en Israel. Antes de que abandonase el Estado hebreo en 2008 fue denunciado en la Knesset, un ministro de educación pidió públicamente su cese, su fotografía apareció en un periódico en el centro de un punto de mira y recibió varias amenazas de muerte. Actualmente reside en el Reino Unido.

## Primeros años
Ilán Pappé nació en Haifa de padres judíos alemanes, emigrados a Palestina en los años treinta del siglo XX huyendo de las medidas antisemitas del nazismo. A los dieciocho años, fue reclutado por el ejército israelí, siendo enviado a los Altos del Golán durante la guerra de Yom Kipur, en 1973.

## Trayectoria académica y política

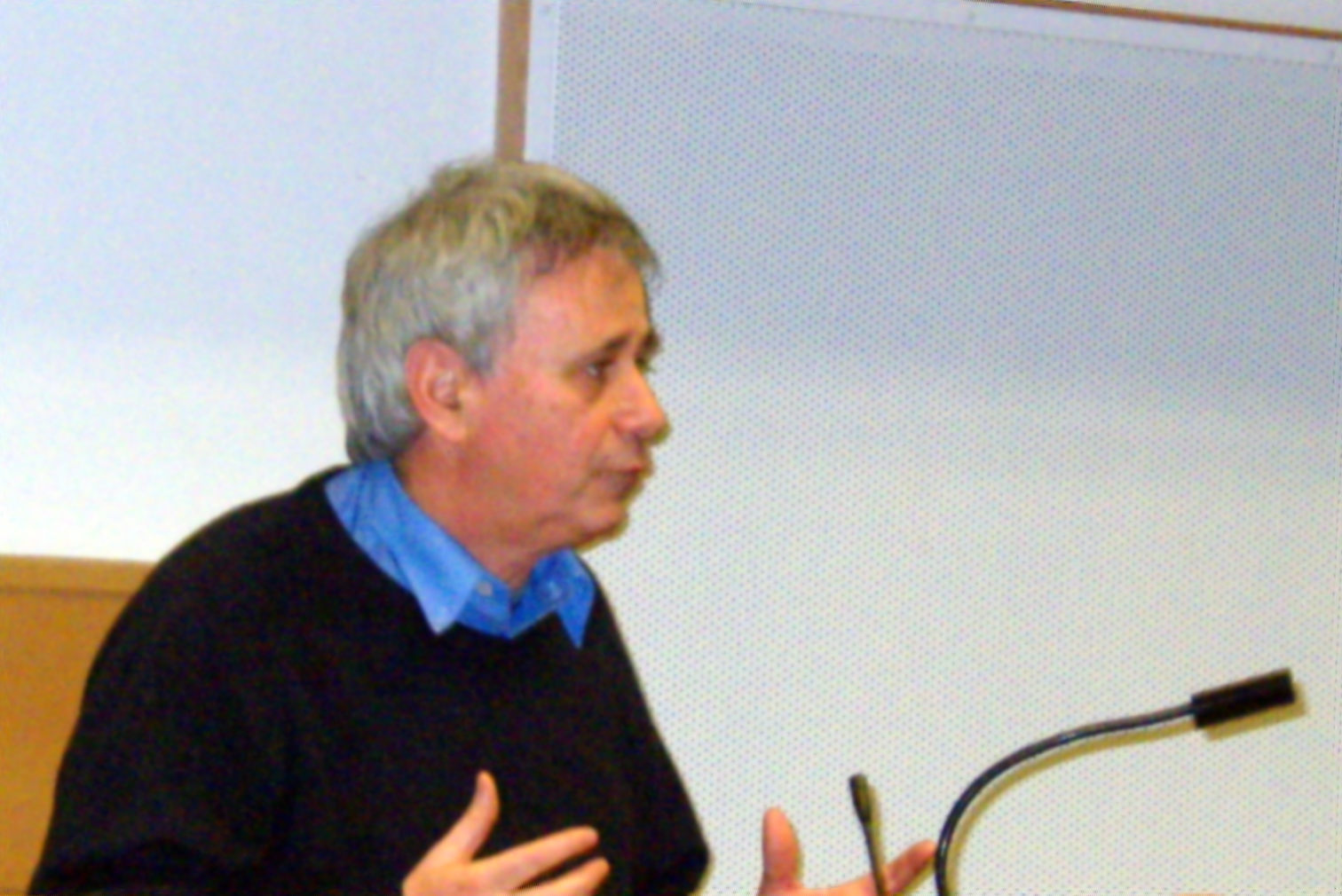
Pappé en una conferencia en la Universidad Metropolitana de Mánchester en 2008.

Pappé se licenció en Relaciones internacionales y en Historia de Oriente Medio por la Universidad Hebrea de Jerusalén en 1978 y se doctoró en Ciencias Políticas en la Universidad de Oxford en 1984. Entre 1984 y 2007 fue profesor de ciencias políticas en la Universidad de Haifa.
Paralelamente, Pappe fue el Directór Académico del Centro Árabe-Judío para la Paz de Givat Haviva de 1993 a 2000, y director del Instituto Emil Touma de Estudios Palestinos. 
Pappé dejó la Universidad de Haifa en 2007, para incorporarse a la Universidad de Exeter en el Reino Unido, después de haber apoyado el un boicot académico contra las universidades israelíes, lo que llevó al decano de la Universidad de Haifa a pedir su renuncia.
Fue uno de los fundadores de la coalición Hadash, en cuyas listas concurrió a las elecciones a la Knesset en 1996 y 1999.

## Opiniones
Pappé considera que Israel y Palestina son dos denominaciones diferentes para un mismo territorio, en su opinión sometido de facto a una misma autoridad (la del Estado de Israel), pero en el cual sólo una parte de los habitantes tendría derechos civiles: los que poseen ciudadanía israelí. Al mismo tiempo afirma que entre estos últimos hay importantes diferencias entre árabes y judíos y, a su vez, entre estos últimos hay diferencias entre judíos askenazíes (europeos) y judíos mizrahis (orientales). En este aspecto, Pappé considera que el conflicto que sacude a la región («Palestina», denominación con la que incluye también a Israel) tendría paralelismos con la Sudáfrica del apartheid y que, como en el caso sudafricano, la solución pasa por la creación de un único Estado, laico y binacional, lo que supondría la desaparición de Israel como Estado judío.
Su actividad en favor de esta idea, minoritaria entre los israelíes judíos, le ha llevado a apoyar iniciativas contra el actual Estado israelí, como un boicot académico a Israel en 2005 y boicots militares y económicos contra el mismo país: «el apoyo militar y financiero a Israel es importante para que el estado judío pueda proseguir las políticas que lleva a cabo. Cualquier posible medida para la disminución de estas ayudas es bienvenida en la lucha por la paz y la justicia en el Oriente Medio».
Según Pappé:

[Los judíos israelíes no se dan realmente cuenta (o no quieren darse cuenta) de lo que hicieron y todavía hacen al pueblo palestino porque ello es] el fruto de un largo proceso de adoctrinamiento que empieza en el jardín de infancia y se prolonga durante toda la vida de los israelíes. Un adoctrinamiento que da una percepción racista del otro, al que describe como hostil, primitivo, casi no existente. Todo ello para que la gente no se sienta interpelada por cuestiones morales. La segunda razón es que el capital político en el que se funda el estado judío se basa en la superioridad moral derivada del Holocausto. Incluso un gran intelectual como Martin Buber escribió algo tan estúpido como "tuvimos que hacer una pequeña injusticia a fin de corregir una gran injusticia". ¿Por qué lo uno se conecta con lo otro? En Israel se me odia como a nadie porque sostengo que en el Holocausto hay una lección universal, no una lección sionista.

En 2022 acudió a Casa Árabe para presentar su libro Our Vision for Liberation: Engaged Palestinian Leaders & Intellectuals Speak Out, que coescribió con Ramzy Baroud, y con el que debatió acerca de la vigencia del término "liberación" en el léxico palestino y la capacidad de este para abordar los desafíos y obstáculos actuales referentes a los derechos y la libertad de los palestinos, y proponer diversos caminos enfocados en ir hacia adelante.

## Asunto Katz
Saltó a la fama mediática a raíz de su implicación en el llamado asunto Katz. Pappé apoyó públicamente a un alumno de la Universidad de Haifa, Teddy Katz, que en el marco de su tesis doctoral investigó una supuesta masacre y posterior limpieza étnica llevada a cabo por la Haganá en la aldea árabe de Tantura en 1948, recogiendo entre otras cosas testimonios de los ejecutores de la matanza. La tesis causó un gran revuelo académico, mediático y político, en una época en la que aún la sociedad israelí no había conocido las revisiones críticas de los acontecimientos que rodearon a la creación del Estado judío en 1948 y que serían algo más corrientes años más tarde, de la mano de historiadores como Benny Morris o el propio Pappé.
El revuelo puso en el punto de mira de la crítica a Katz (quien se retractó de sus conclusiones y luego se retractó de su retractación) y a Pappé. Teddy Katz fue demandado por difamación por veteranos de la Haganá, y más tarde, según afirma uno de sus críticos, Steven Plaut, habría admitido en la corte, con su abogado presente, que «la matanza fue todo un invento».
Según Benny Morris, un número significativo de aldeanos de Tantura fueron asesinados después de la rendición del lugar y estaban no armados o desarmados cuando los mataron. Aunque Morris no está seguro de si lo que sucedió en realidad en Tantura fue una masacre, sí está convencido de que atrocidades, violaciones y asesinatos fueron cometidos en Tantura. Según el historiador Tom Seguev, los acontecimientos de los que Katz informó probablemente sucedieron.

## Críticas y contracríticas
El historiador Benny Morris, uno de los «nuevos historiadores» originales, escribió en la revista The New Republic acerca del libro de Pappé Historia de la Palestina moderna: un territorio, dos pueblos. Aunque mostró su coincidencia com Pappé en considerar la historiografía sionista como fundamentalmente defectuosa y necesitada de una reescritura a la luz de las evidencias disponibles. Sin embargo, critica su metodología, diciendo que Pappé abordaba el estudio histórico a través "del prisma de la política contemporánea y conscientemente escribía historia con un ojo puesto en el servicio a fines políticos". Añadiendo:

Lamentablemente, mucho de lo que Pappé trata de vender a sus lectores es montaje. (...) Este libro está inundado de errores de una cantidad y calidad que no se encuentran en la historiografía seria. (...) La multiplicidad de errores en cada página es un producto de la metodología histórica y las inclinaciones políticas de Pappé. (...) Para aquellos enamorados de la subjetividad y, dependientes de relativismo histórico, un hecho no es un hecho y la precisión es inalcanzable.

Pappé ha contestado:

Un historiador israelí [Morris] que justifica la limpieza étnica, escribe sobre ella en El nacimiento del problema de los refugiados palestinos (e incluso recientemente publica una versión actualizada de ese libro) no puede pretender ser un historiador «neutral». (...) Sus principales fuentes [de Morris] provienen casi exclusivamente de los archivos de las FDI. (...) Con la ayuda de estos documentos reconstruye 1948 (...) Oficiales israelíes mintieron en el pasado y mienten en el presente -pero son la base para la verdadera historia de Morris. (...) Pero su imagen de la guerra de 1948 nunca será completa. (...) Hay un montón de documentos árabes y palestinos, pero Morris, que no puede leer árabe, no será capaz de utilizarlos. (...) Morris se basa en informes británicos cuando respaldan las afirmaciones sionistas y hace caso omiso de los informes británicos cuando respaldan las afirmaciones palestinas (...) Sí, utilizo fuentes palestinas para la Intifada, que me parecen más fiables, lo admito (...) Incluso Jerusalén Este, su historia y, sí, incluso sus documentos no son ladrillos "legítimos" en la casa de la historia que él [Morris] construye.

El historiador Efraim Karsh también acusa a Pappé de tergiversación de los hechos, de distorsión y de falsedad: 

A los lectores se les habla de acontecimientos que nunca sucedieron, como la inexistente «masacre» de Tantura de mayo de 1948 o la expulsión de los árabes en los doce días siguientes a la resolución de partición. Conocen decisiones políticas que nunca fueron tomadas, como el plan anglo-francés de 1912 para la ocupación de Palestina o la preparación de «un plan maestro para librar al futuro estado judío de tantos palestinos como fuera posible». Y están mal informados acerca de acontecimientos militares y políticos, tales como la lógica de la declaración Balfour.

Según Pappé, «al igual que muchos estudiosos sionistas, Karsh confunde la realidad y la ideología (...) [Karsh] ha tomado sobre sí el manto de portavoz de la narrativa sionista, y por lo tanto, cualquier persona comprometida con una narrativa nacional no puede comenzar a aceptar las reclamaciones formuladas por la contra-narrativa, en este caso, la palestina».

## Obras

### Libros
- Britain and the Arab-Israeli Conflict, 1948-1951, Macmillan, 1988, ISBN 0-312-01573-9
- The Making of the Arab-Israeli Conflict, 1947-1951, I.B. Tauris, 1992, ISBN 1-85043-819-6
- The Israel/Palestine Question, Routledge, 1999, ISBN 0-415-16948-8
- A History of Modern Palestine: One Land, Two Peoples, Cambridge University Press, 2003 , ISBN 0-521-55632-5
- The Modern Middle East, Routledge, 2005, ISBN 0-415-21409-2
- The Ethnic Cleansing of Palestine, Oneworld Publications, 2006, ISBN 1-85168-467-0
- The Forgotten Palestinians: A History of the Palestinians in Israel. New Haven, CT: Yale University Press. 2011.
- The Bureaucracy of Evil: The History of the Israeli Occupation. Oxford: Oneworld Publications. 2012.
- The Idea of Israel: A History of Power and Knowledge. New York: Verso. 2014.
- Ten myths about Israel. New York: Verso. 2017. ISBN 1-78663-019-3
- Our vision for liberation: Engaged Palestinian Leaders & Intellectuals Speak Out, 2022, Clarity Press, ISBN '1949762440

### Ediciones en español
- Ilan Pappé (2007). Historia de la Palestina moderna: un territorio, dos pueblos. Akal. ISBN 978-84-460-2255-8.
- Ilan Pappé (2008). La limpieza étnica de Palestina. Editorial Crítica. ISBN 978-84-8432-973-2.
- Ilan Pappé (2008). Los demonios de la Nakba. Las libertades fundamentales en la universidad israelí. Bósforo Libros. ISBN 978-84-936189-2-6.
- Noam Chomsky, Ilan Pappé (2011). Gaza en crisis. Reflexiones sobre la guerra de Israel contra los palestinos. Taurus. ISBN 978-84-306-0811-9.
- Pappe, Ilan (2015). La idea de Israel. Una historia de poder y conocimiento. Akal. ISBN 978-8446042310.

### Artículos
- The Rise and Fall of the Husainis (Part 1), otoño de 2000, número 10, Jerusalem Quarterly.
- The Husayni Family Faces New Challenges: Tanzimat, Young Turks, the Europeans and Zionism 1840-1922, Part II, Invierno-Primavera de 2001, número 11-12, Jerusalem Quarterly.
- "The '48 Nakba & The Zionist Quest for its Completion" Archivado el 8 de febrero de 2019 en Wayback Machine., Between The Lines, octubre de 2002.
- Haj Amin and the Buraq Revolt, June 2003, número 18, Jerusalem Quarterly.
- Back the boycott, The Guardian, 24 de mayo de 2005.
- Calling a Spade a Spade: The 1948 Ethnic Cleansing of Palestine, al-Majdal, primavera 2006.
- Towards a Geography of Peace: Whither Gaza?, 18 de junio de 2007, electronicintifada.net.